# تشارلي روبنسون
تشارلي روبنسون (بالإنجليزية: Charley Robinson)‏ هو لاعب كرة قدم أمريكية أمريكي، ولد في 30 مايو 1927، وتوفي في 3 فبراير 2007 في توسون في الولايات المتحدة.

## وصلات خارجية
- تشارلي روبنسون على موقع مرجع كرة القدم المحترفة.كوم (الإنجليزية)